# Демидов, Василий Александрович (Герой Труда)
Василий Александрович Демидов (1867 — 1937) — рабочий завода «Красный путиловец», участник революционных событий в России, Герой Труда.

## Биография
Родился в 1867 году в Ярославской губернии в крестьянской семье.
Окончил сельскую школу-двухлетку, и в 1877 году был отправлен родителями в Петербург учеником в столярную мастерскую. С 1886 года Василий работал на рояльной фабрике «Я. Беккер», а в 1887 году перешёл на машиностроительный завод «Феникс». С 1892 года и до конца своей жизни он трудился на заводе «Красный путиловец», где прошёл трудовой путь от модельщика до заведующего техническим бюро.
В. А. Демидов был одним из тех, кто осваивал серийное производство первых советских тракторов — «Фордзон-путиловцев». Занимался на производстве рационализаторством — его предложения повышали производительность труда и качество выпускаемой продукции. Также принимал участие в общественной жизни завода и Московско-Нарвского района Ленинграда, избирался членом правления потребительского общества завода. В 1931 году стал членом ВКП(б)/КПСС. В апреле 1934 года Василию Александровичу было присвоено звание Героя Труда.
Умер в 1937 году в Ленинграде.